# Luggude tingslag
Luggude tingslag var till 1971 ett tingslag i Malmöhus län i Luggude domsaga. Tingsplatsen var Helsingborg.
Tingslaget omfattade Luggude härad. 
Tingslaget uppgick 1971 i Helsingborgs tingsrätt och dess domkrets.